# Kirkdale
Kirkdale est une vallée du Yorkshire du Nord, près de Kirkbymoorside.

## Fossiles

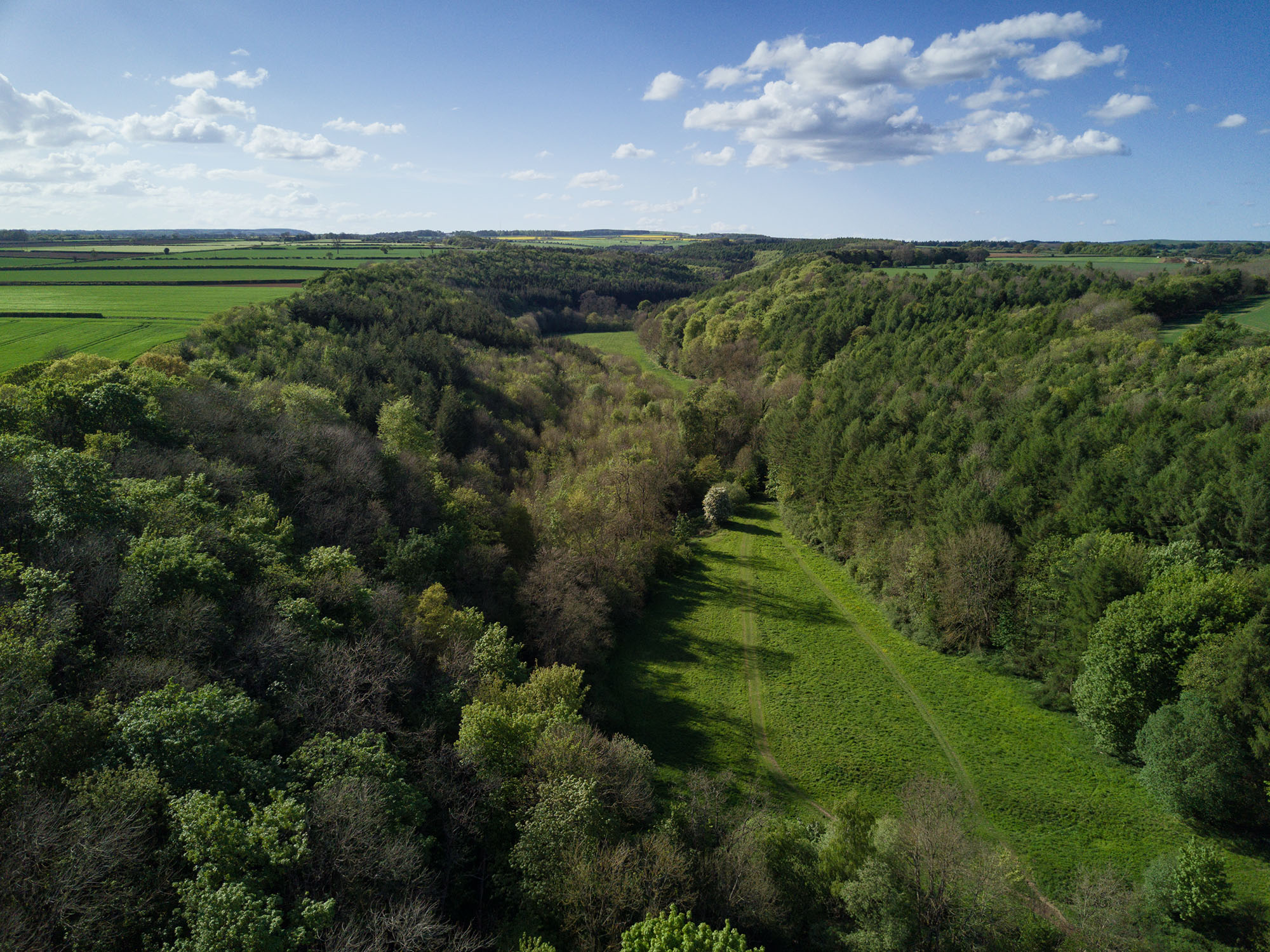
Vue aérienne de Kirkdale en direction nord vers Bransdale.

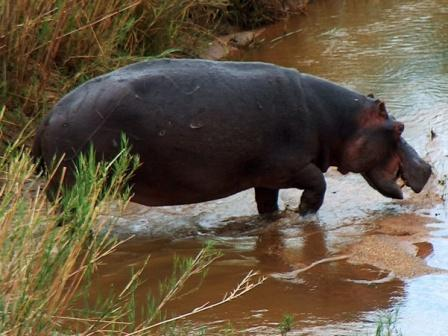
Kirkdale est le point le plus au nord où des restes d'hippopotame ont été retrouvés

Dans une grotte de cette vallée, William Buckland découvrit en 1820 beaucoup d'ossements fossiles qui lui permit de publier en 1823 Reliquiæ diluvianæ, Relics of the Deluge où il exposa que les restes d'animaux tropicaux retrouvés à Kirkdale provenaient d'une faune indigène, et non pas d'ossements provenant d'animaux noyés lors du Déluge et amenés là depuis les tropiques par les eaux.